# More George Thorogood and the Destroyers
More George Thorogood and the Destroyers (případně I'm Wanted) je čtvrté studiové album americké rockové skupiny George Thorogood and the Destroyers. Vydala jej v říjnu 1980 společnost Rounder Records, která skupině vydala již její první dvě desky. Na většině vydáních alba není uveden žádný producent, na některých jsou uváděni George Thorogood, Ken Irwin a John Nagy. Jde o první album skupiny, na kterém hraje saxofonista a pozdější dlouholetý člen Hank „Hurricane“ Carter.
V hitparádě Billboard 200 album dosáhlo 68. místa. Organizace RIAA jej ocenila zlatou deskou za prodej více než 500 tisíc nosičů. Obsahuje pouze jedinou Thorogoodovu autorskou píseň, zbytek alba tvoří coververze například od Willieho Dixona, Johna Lee Hookera a Muddyho Waterse. Původní vydání alba neslo název More George Thorogood and the Destroyers, některé pozdější reedice vyšly pod názvem I'm Wanted.

## Seznam skladeb
1. I'm Wanted (Willie Dixon) – 4:05
2. Kids from Philly (George Thorogood) – 2:30
3. One Way Ticket (John Lee Hooker) – 4:33
4. Bottom of the Sea (McKinley Morganfield) – 3:30
5. Night Time (Bob Feldman, Jerry Goldstein, Richard Gottehrer) – 3:03
6. Tip on In (James Moore) – 3:01
7. Goodbye Baby (Elmore James) – 4:18
8. House of Blue Lights (Don Raye, Freddie Slack) – 3:03
9. Just Can't Make It (Hound Dog Taylor) – 3:25
10. Restless (Carl Perkins) – 3:14

## Obsazení
- George Thorogood – zpěv, kytara
- Billy Blough – baskytara
- Jeff Simon – bicí
- Hank Carter – saxofon